# Främlingsvägen

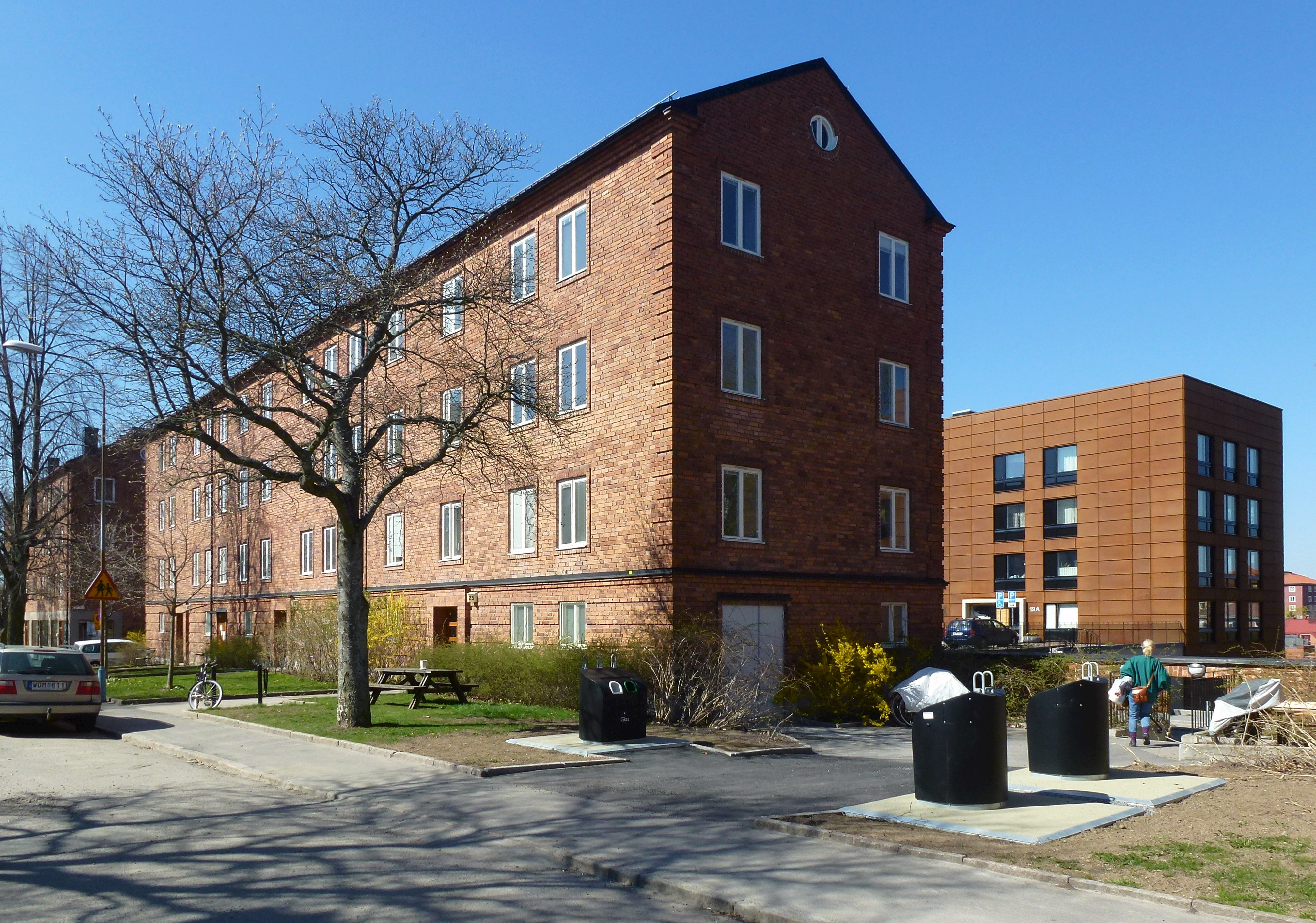
Främlingsvägen, gammalt möter nytt, april 2014.

Främlingsvägen är en gata i Midsommarkransen i Söderort inom Stockholms kommun. Längs Främlingsvägen finns en sammanhållen bostadsbebyggelse med smalhus uppförda på 1940-talet. Området kompletterades inom ramen för en förtätning med sex nya bostadshus, som blev inflyttningsklara år 2013 och nominerades till Årets Stockholmsbyggnad 2014.

## Gatan
Främlingsvägen fick sitt namn 1941 och hör till kategorin ”svensk forntid och medeltid”. Namnberedningen betraktade kvartersnamnen ”Pilgrimen”, ”Vallfarten”, ”Främlingen” och ”Palmfararen” (samtliga ligger längs med Hägerstensvägen) som en sammanhållen kategori. Närbelägna gator heter Vallfartsvägen, Härbärgesvägen och Pilgrimsvägen. Kring Främlingsvägen är kvartersnamnen uppkallade efter växter: ”Akacian”, ”Ormbunken”, ”Murgrönan” och ”Buxbomen”.

## Äldre bebyggelse

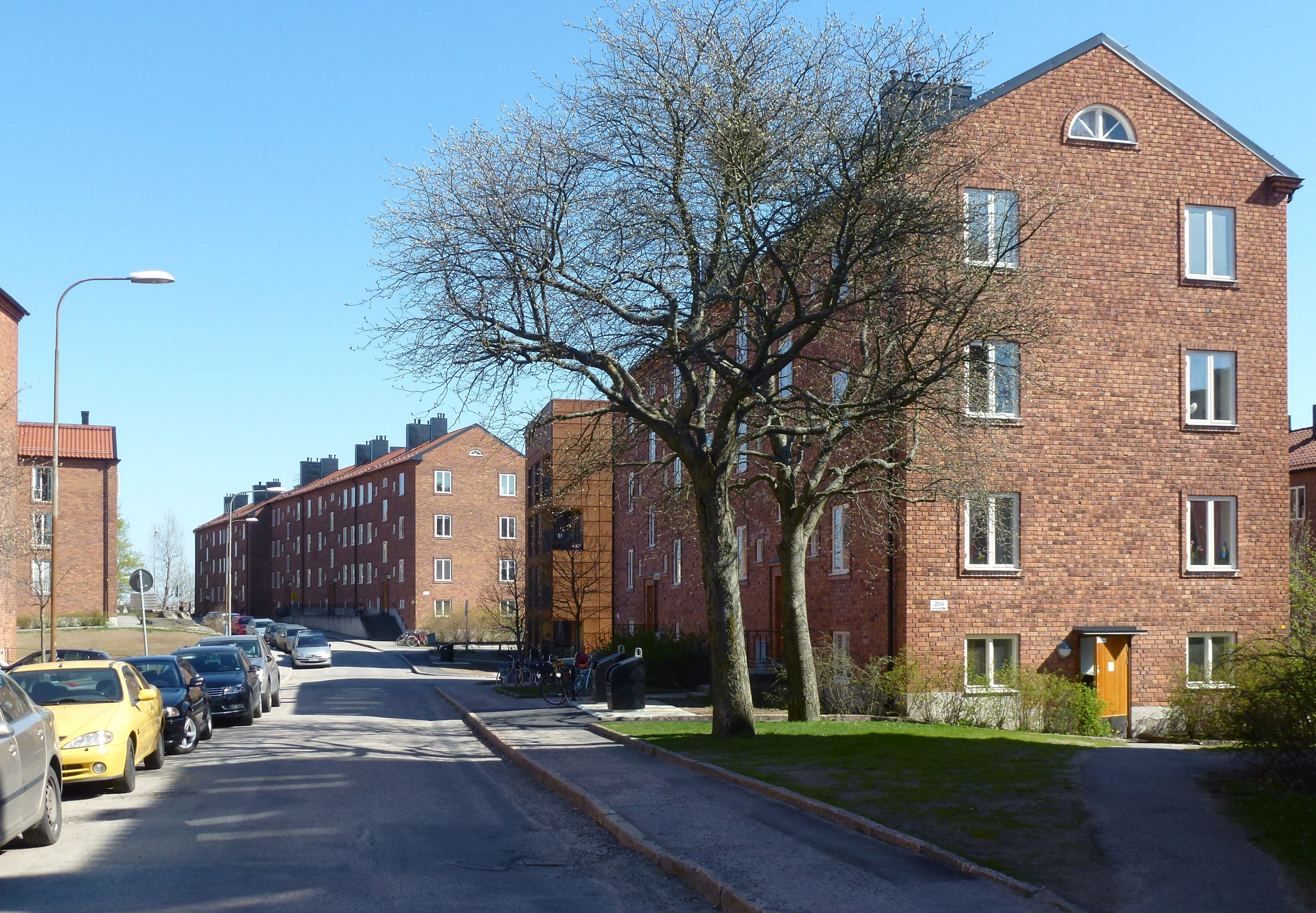
Smalhus längs Främlingsvägen.

På en backe ligger bebyggelsen vid Främlingsvägen, som ursprungligen bestod av så kallade barnrikehus, uppförda i tre till fyra våningar under åren 1944 till 1949. Byggherre var Stockholmshem och arkitekter var Ernst Hawerman och Nils G:son Friberg. Byggnaderna kännetecknas av sina fasader i rött murtegel. Några har smyckats med horisontella tegelband i bottenvåningen och enkla hörnkedjor utförda i tegel. Husen hörde till de sista barnrikehusen som byggdes i Sverige.
Under berget mellan Främlingsvägen och Bäckvägen anlades 1943 Nässlan, en av Stockholms hemliga, civila ledningscentraler som hörde till Hägerstens brandstation. Nässlan byggdes 1977 om till en så kallad Framskjuten enhet (FE). Anläggningens funktion lades ner på 1990-talet.

## Ny bebyggelse

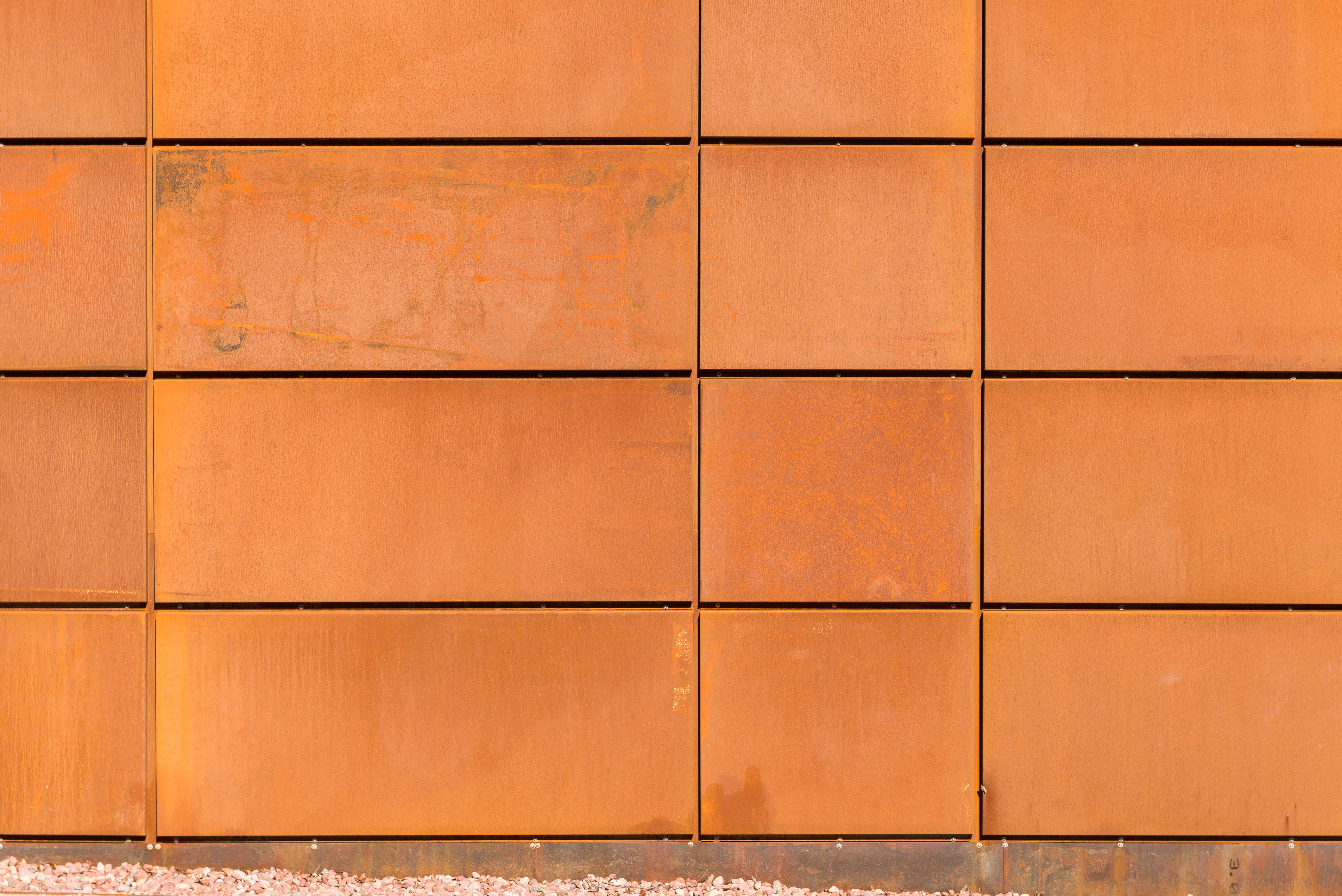
Fasadkassetter av cortenplåt.

Under åren 2012 till 2013 förtätades den äldre bebyggelsen med sex nya hyreshus som uppfördes på tidigare grönområden. Det är ett exempel för genomförandet av Stockholms områdesplan kallad Promenadstaden som förordar att låta växa staden inåt och att förtäta närförorter. Byggherre var, liksom på 1940-talet, Stockholmshem, som anlitade Brunnberg & Forshed arkitektkontor att rita det nya bostadstillskottet vid Främlingsvägen 19 A-C och 22 A-B. 
Husen byggdes fyra till sex våningar höga och innehåller 86 hyreslägenheter omfattande ettor till fyror om 36 till 88 m². Fasaderna är klädda med kassetter i cortenplåt vars varma roströda toner väl harmonierar med de äldre husens tegelröda fasader. Det sydligaste av de sex nya husen står exakt ovanför den gamla ledningscentralen Nässlan från 1943.

## Citat
Karolina Keyzer, Stadsarkitekt i Stockholms stad och jurymedlem i Årets Stockholmsbyggnad menade om nybebyggelsen vid Främlingsvägen: ”Med cortén mot tegel smyger sig de fina hyresrätterna in bland 40-talets fina bostäder. De visar att arkitektur inte måste skrika högt eller vara dyr för att med skärpa och integritet ta plats i den tätare staden.”

### Bilder, förtätningen

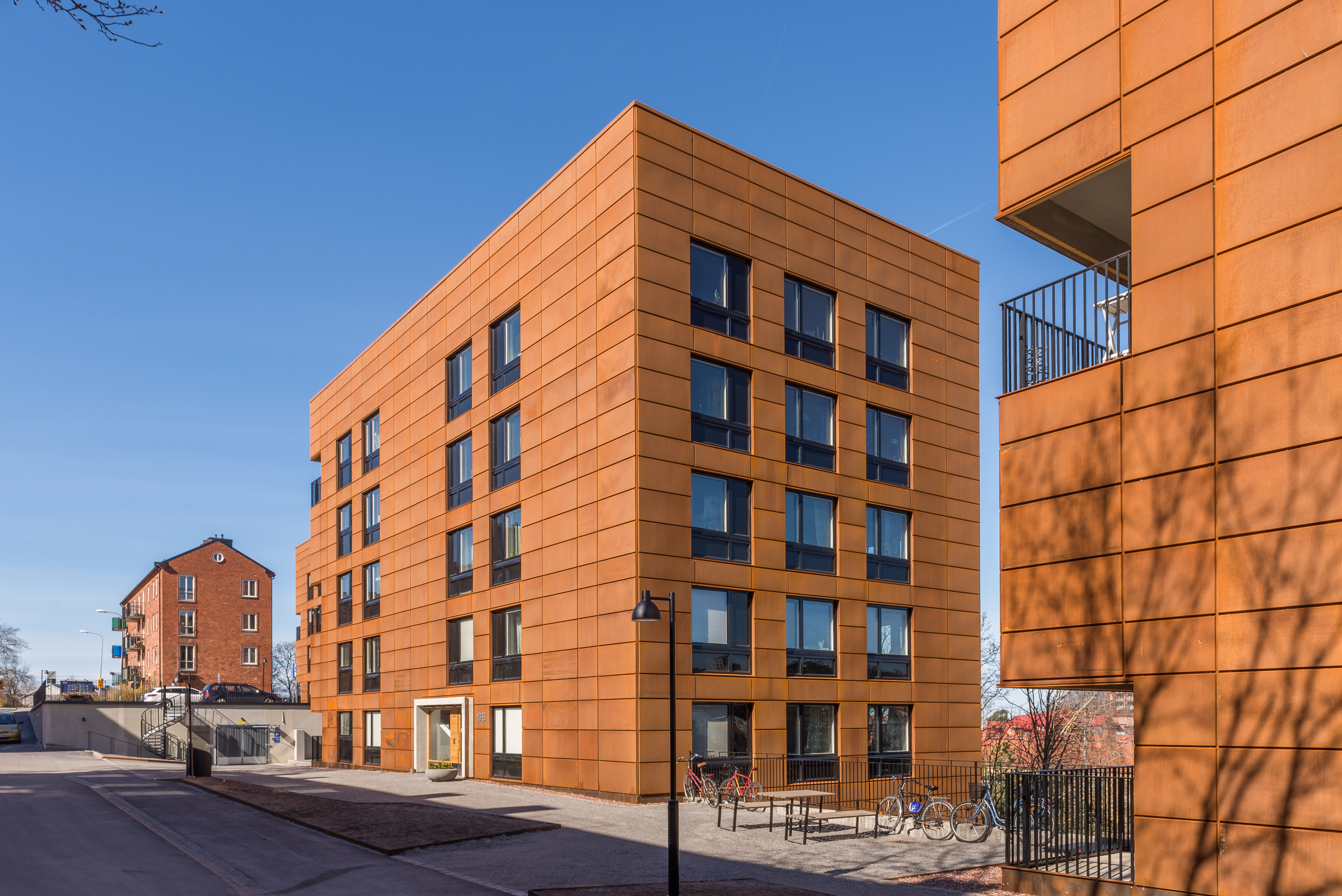
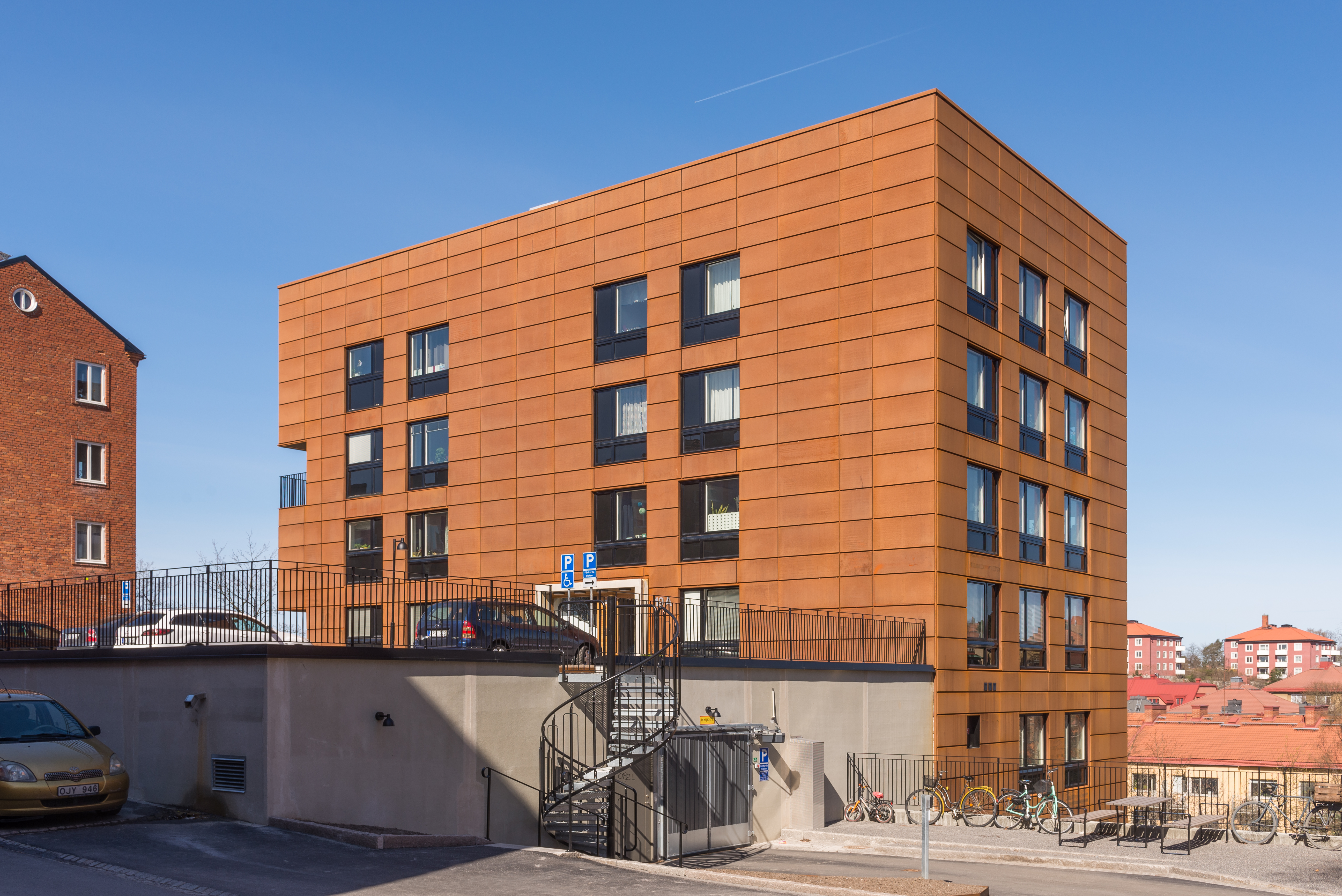
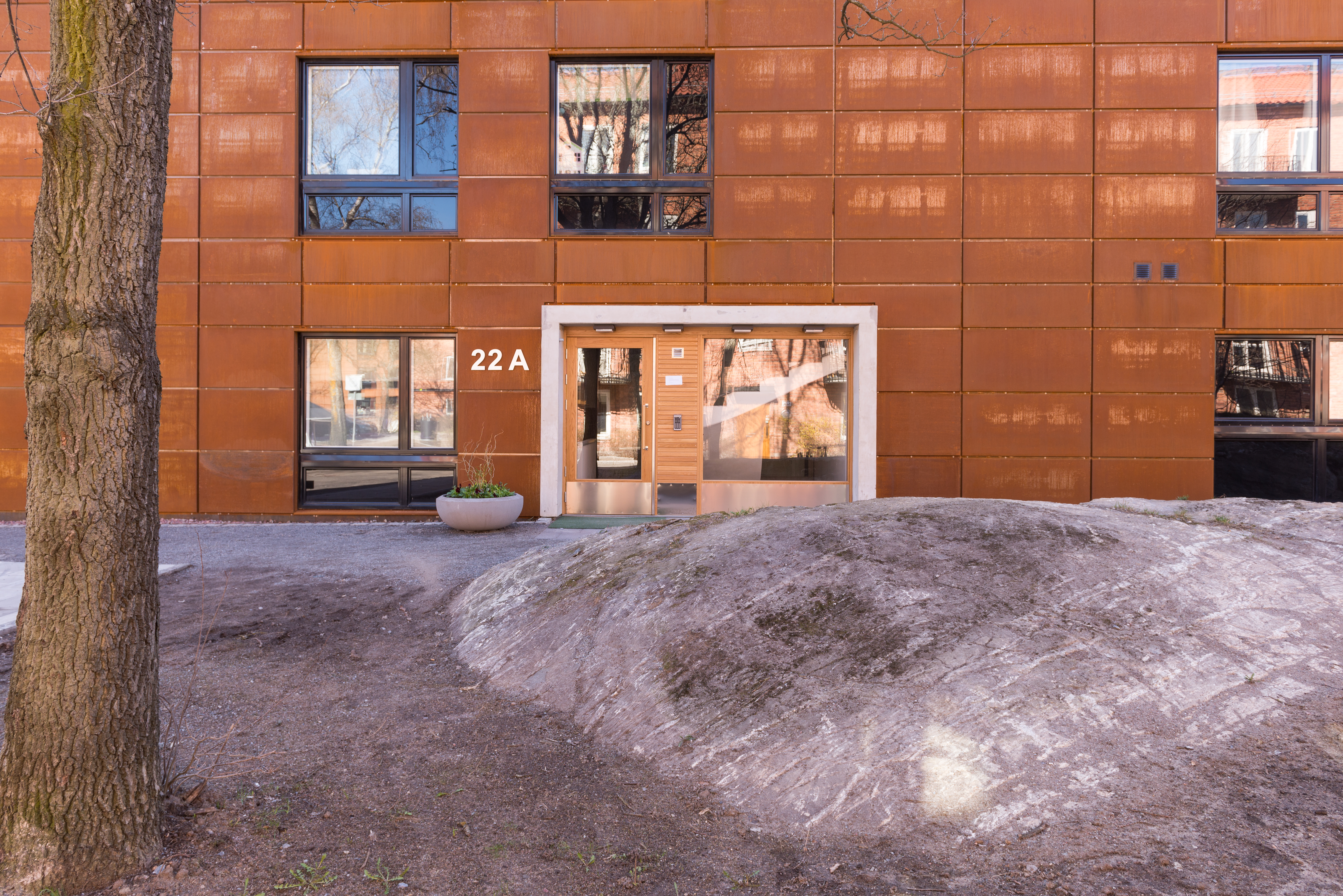
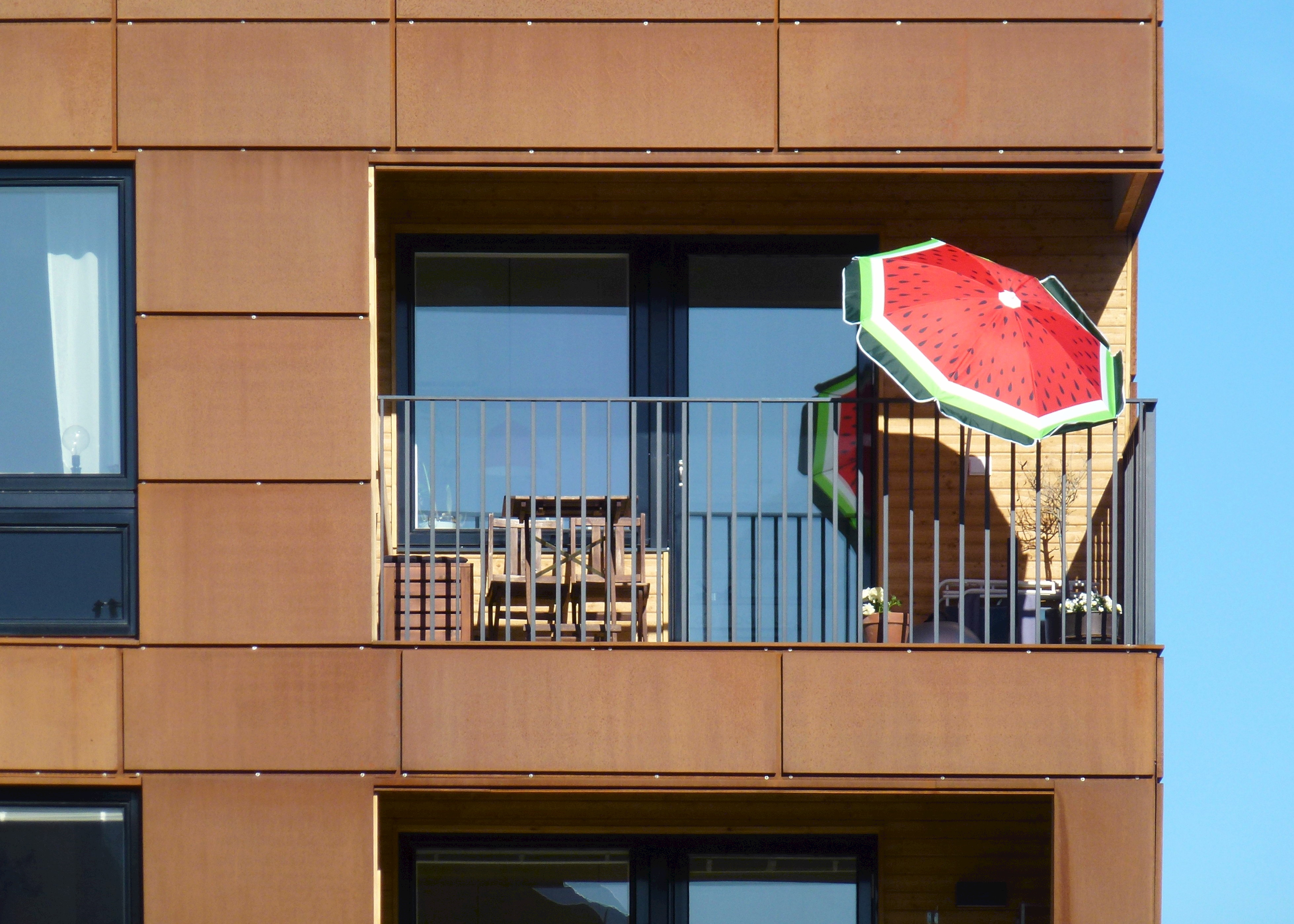